# Choman (district)
Le district de Choman est l'un des districts de la province d'Arbil.